# Gonepteryx
Genre
Le genre Gonepteryx regroupe des lépidoptères (papillons) de la famille des Pieridae et de la sous-famille des Coliadinae.

## Dénomination
Le nom scientifique de Gonepteryx leur a été donné par William Elford Leach en 1815. Il est issu du grec gonia, « angle », et pteryx, « aile », en raison de la découpe alaire particulière (présence de saillies angulaires). 

## Liste des espèces
Selon GBIF (2 juillet 2024) :

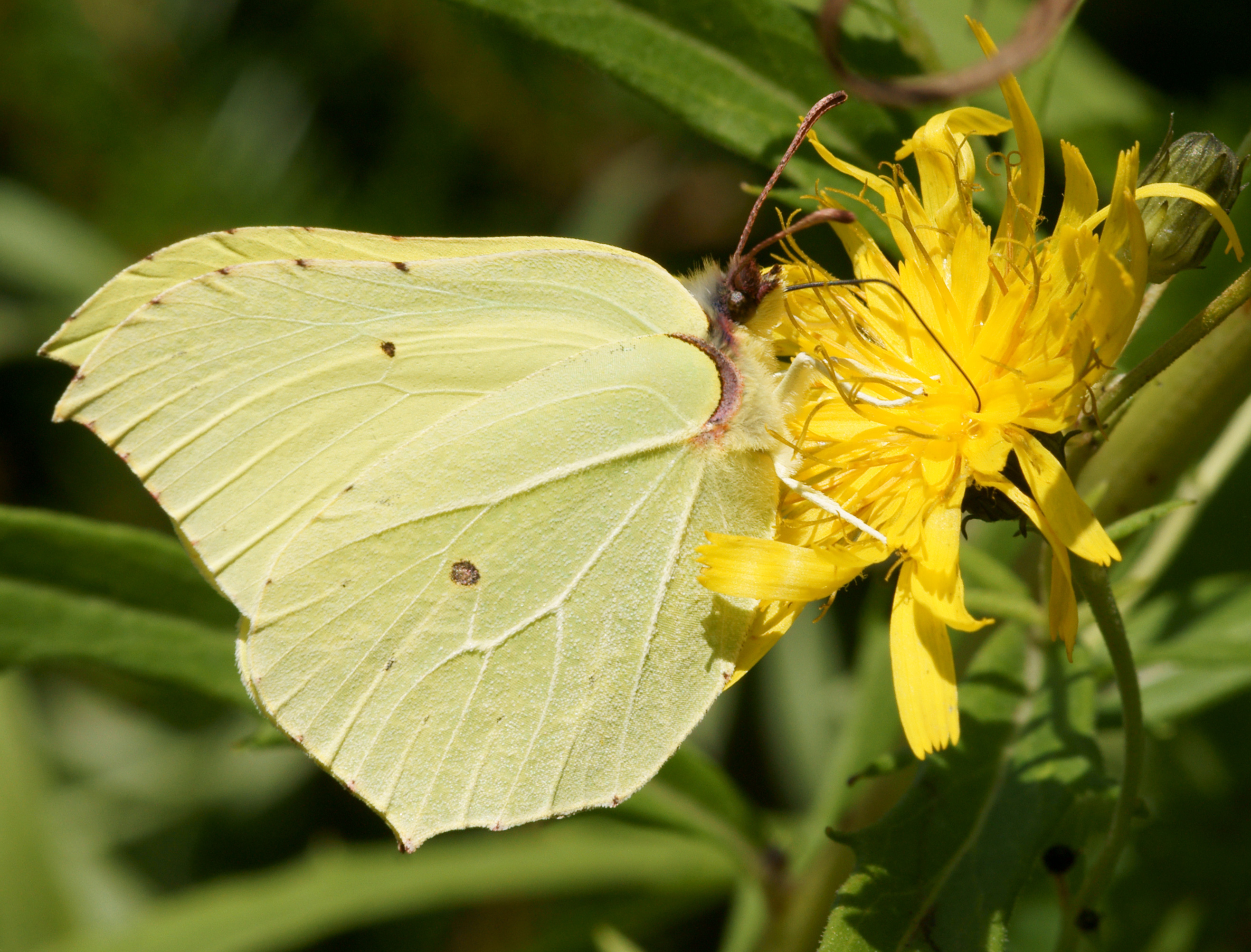
Gonepteryx rhamni

- Gonepteryx amintha (Blanchard, 1871)
- Gonepteryx aspasia Ménétriès, 1859
- Gonepteryx burmensis Tytler, 1926
- Gonepteryx chitralensis (Moore, 1905)
- Gonepteryx cleobule (Hübner, 1825)
- Gonepteryx cleopatra (Linnaeus, 1767)
- Gonepteryx farinosa (Zeller, 1847)
- Gonepteryx maderensis Felder, 1862
- Gonepteryx mahaguru (Gistl, 1857)
- Gonepteryx maxima Butler, 1885
- Gonepteryx rhamni (Linnaeus, 1758)
- Gonepteryx taiwana Paravicini, 1913

### Source
- (en) funet